# Форт-Вейр 1
Форт-Вейр 1 (англ. Fort Ware 1) — індіанська резервація в Канаді, у провінції Британська Колумбія, у межах регіонального округу Піс-Ривер.

## Населення
За даними перепису 2016 року, індіанська резервація нараховувала 332 особи, показавши зростання на 32,8%, порівняно з 2011-м роком. Середня густина населення становила 86,4 осіб/км².
З офіційних мов обидвома одночасно володіли 5 жителів, тільки англійською — 330. Усього 25 осіб вважали рідною мовою не одну з офіційних, з них усі — одну з корінних мов.
Працездатне населення становило 57,8% усього населення, рівень безробіття — 26,9%.

## Клімат
Середня річна температура становить -0,1°C, середня максимальна – 18,4°C, а середня мінімальна – -24,4°C. Середня річна кількість опадів – 472 мм.
| Клімат поселення                              | Клімат поселення | Клімат поселення | Клімат поселення | Клімат поселення | Клімат поселення | Клімат поселення | Клімат поселення | Клімат поселення | Клімат поселення | Клімат поселення | Клімат поселення | Клімат поселення | Клімат поселення |
| Показник                                      | Січ.             | Лют.             | Бер.             | Квіт.            | Трав.            | Черв.            | Лип.             | Серп.            | Вер.             | Жовт.            | Лист.            | Груд.            |                  |
| Середній максимум, °C                         | −11,36           | −5,13            | 1,20             | 7,98             | 13,67            | 18,28            | 18,36            | 17,24            | 12,23            | 5,97             | −4,21            | −10,52           |                  |
| Середня температура, °C                       | −17,87           | −11,62           | −5,28            | 1,48             | 7,16             | 11,79            | 13,99            | 12,89            | 7,86             | 1,61             | −8,58            | −14,86           |                  |
| Середній мінімум, °C                          | −24,36           | −18,1            | −11,79           | −5,01            | 0,69             | 5,29             | 9,63             | 8,52             | 3,50             | −2,75            | −12,94           | −19,23           |                  |
| Норма опадів, мм                              | 46               | 33               | 16               | 10               | 41               | 46               | 62               | 49               | 42               | 32               | 41               | 54               |                  |
| Середньомісячна швидкість вітру, м/с          | 1.10             | 1.30             | 1.70             | 1.90             | 2.00             | 1.95             | 1.80             | 1.64             | 1.60             | 1.60             | 1.30             | 1.10             |                  |
| Середньомісячна сонячна радіація, кДж/м²·день | 1620             | 4249             | 9371             | 14976            | 18537            | 20116            | 18914            | 15504            | 9840             | 4860             | 2038             | 1066             |                  |
| --------------------------------------------- | ---------------- | ---------------- | ---------------- | ---------------- | ---------------- | ---------------- | ---------------- | ---------------- | ---------------- | ---------------- | ---------------- | ---------------- | ---------------- |
| Джерело:                                      |                  |                  |                  |                  |                  |                  |                  |                  |                  |                  |                  |                  |                  |